# Set My Heart on Fire Immediately
Set My Heart on Fire Immediately è il quinto album in studio del cantante statunitense Perfume Genius, pubblicato nel 2020.

## Tracce
Testi e musiche di Mike Hadreas, eccetto dove indicato.
1. Whole Life – 3:53
2. Describe – 4:44
3. Without You – 2:35
4. Jason – 3:05
5. Leave – 3:05
6. On the Floor (Hadreas, Alan Wyffels) – 5:03
7. Your Body Changes Everything – 4:13
8. Moonbend (Hadreas, Blake Mills) – 5:21
9. Just a Touch – 3:28
10. Nothing at All – 4:27
11. One More Try – 3:01
12. Some Dream – 4:18
13. Borrowed Light – 3:22